# Rolle (huyện)
Huyện Rolle (tiếng Pháp: District du Rolle, tiếng Đức: Bezirk Rolle) là một huyện hành chính của Thụy Sĩ. Huyện này thuộc bang Vaud. Huyện Rolle có diện tích 44 kilômét vuông, dân số theo thống kê của cục thống kê Thụy Sĩ năm 1999 là 10964 người. Trung tâm của huyện đóng ở Rolle. Mã của huyện là 2216.